# Tebbe-Reagenz
Das Tebbe-Reagenz (nach Frederick Nye Tebbe, kurz Fred Tebbe) ist eine metallorganische Verbindung, die der Methylenierung von Ketonen oder Estern, der Tebbe-Methylenierung, dient. Das Tebbe-Reagenz ist hochreaktiver, roter Feststoff und wird unter Schutzgas gehandhabt. Kommerziell ist es meist als Lösung (zum Beispiel in Toluol) erhältlich.

## Struktur
Beim Tebbe-Reagenz handelt es sich um einen zweikernigen verbrückten Komplex mit einem Titan- und einem Aluminium-Kern. Die beiden Metallatome sind über eine Methylengruppe und über eine Chlorbrücke verbrückt. Am Titankern sind zwei Cyclopentadienyl-Reste gebunden, am Aluminiumkern zwei Methylreste.

## Geschichte
Das Tebbe-Reagenz wurde um 1974 entwickelt und die Arbeit dazu im Jahr 1978 publiziert. Es handelt sich um den ersten Vorläufer der Katalysatoren für die Olefinmetathese. Erst 2014 wurde eine detaillierte Strukturuntersuchung der Verbindung publiziert.

## Herstellung
Das Tebbe-Reagenz wird aus Titanocendichlorid (Cp2Cl2Ti) und einem leichten Überschuss Trimethylaluminium durch dreitägiges Rühren bei Raumtemperatur hergestellt, z. B. in Toluol. Die Herstellung wird im Allgemeinen unter Inertgas durchgeführt und liefert eine Ausbeute von 80–90 %. Im Allgemeinen werden zusätzlich Verunreinigungen mit einer anderen, ähnlichen Verbindung erhalten, die zwei Chloridobrücken aufweist. Aufbewahrt wird das Reagenz in Lösung (z. B. in Toluol) unter Inertgas.

## Eigenschaften
Das Reagenz ist instabil. Als Lösung in Benzol oder Toluol unter Inertgas ist es lange haltbar. Als Feststoff unter Inertgas zersetzt es sich bei Raumtemperatur langsam. In Gegenwart von Sauerstoff zersetzt es sich sowohl als Feststoff als auch in Lösung schnell unter Bildung von Methan.

## Einsatzspektrum
Das Tebbe-Reagenz dient zur Methylidenierung von Carbonylen und Carboxylen. Das dazu eigentlich benötigte Schrock-Carben kann hieraus in situ durch Behandlung mit milden Basen (zum Beispiel Pyridin oder THF) erhalten werden.
Anders als bei anderen Olefinierungen (vgl. Wittig-Reaktion, Horner-Wadsworth-Emmons-Reaktion) ist der Einsatz des Tebbe-Reagenz auf die Einführung von Methylidengruppen beschränkt. Allerdings können mit dem Tebbe-Reagenz nicht nur Carbonyle, sondern auch die meisten Carboxyle (z. B. Ester und Amide) umgesetzt werden, was mit der Wittig-Reaktion nicht gelingt. Auch ergibt sich mit dem Tebbe-Reagenz in fast allen Fällen eine bessere Ausbeute als mit Methylidentriphenylphosphoran, vor allem bei sterisch gehinderten Substraten.
Ein weiteres Anwendungsgebiet des Tebbe-Reagenz liegt in der Synthese von Titanenolaten aus Carbonsäurechloriden oder Carbonsäureanhydriden. Das dabei gewonnene Oxatitanacyclobutan-Derivat zerfällt unter Abspaltung des Chloridions zum Titanenolat.
Es ist auch ein Katalysator für Olefinmetathesen, hat aber keine Bedeutung in diesem Bereich.

## Verwandte Reagenzien
Ein verwandtes Reagenz ist das Petasis-Reagenz, das aus Titanocendichlorid und Methylmagnesiumchlorid gewonnen wird. Es ist deutlich stabiler als das Tebbe-Reagenz und es können auch Analoga mit Nicht-Methyl-Resten erzeugt werden. Andere ähnliche Verbindungen sind das Takeda-Reagenz und die Grubbs-Reagenzien (die aus dem Tebbe-Reagenz mit einem Alken, zum Beispiel 3,3-Dimethylbuten, hergestellt werden). Für weitere alternative Methylidenierungsreaktionen, siehe unter Tebbe-Methylenierung.
Es existieren Analoga des Tebbe-Reagenz mit Yttrium- oder Lanthan-Atomen, die eine ähnliche Reaktivität aufweisen. Es sind auch Zirconium-Komplexe bekannt, die analoge Olefinierungsreaktionen katalysieren (d. h. auch mit Carboxylen), wobei diese auch mit anderen Resten als Methylgruppen möglich sind.